# Nana blu (fase evolutiva)

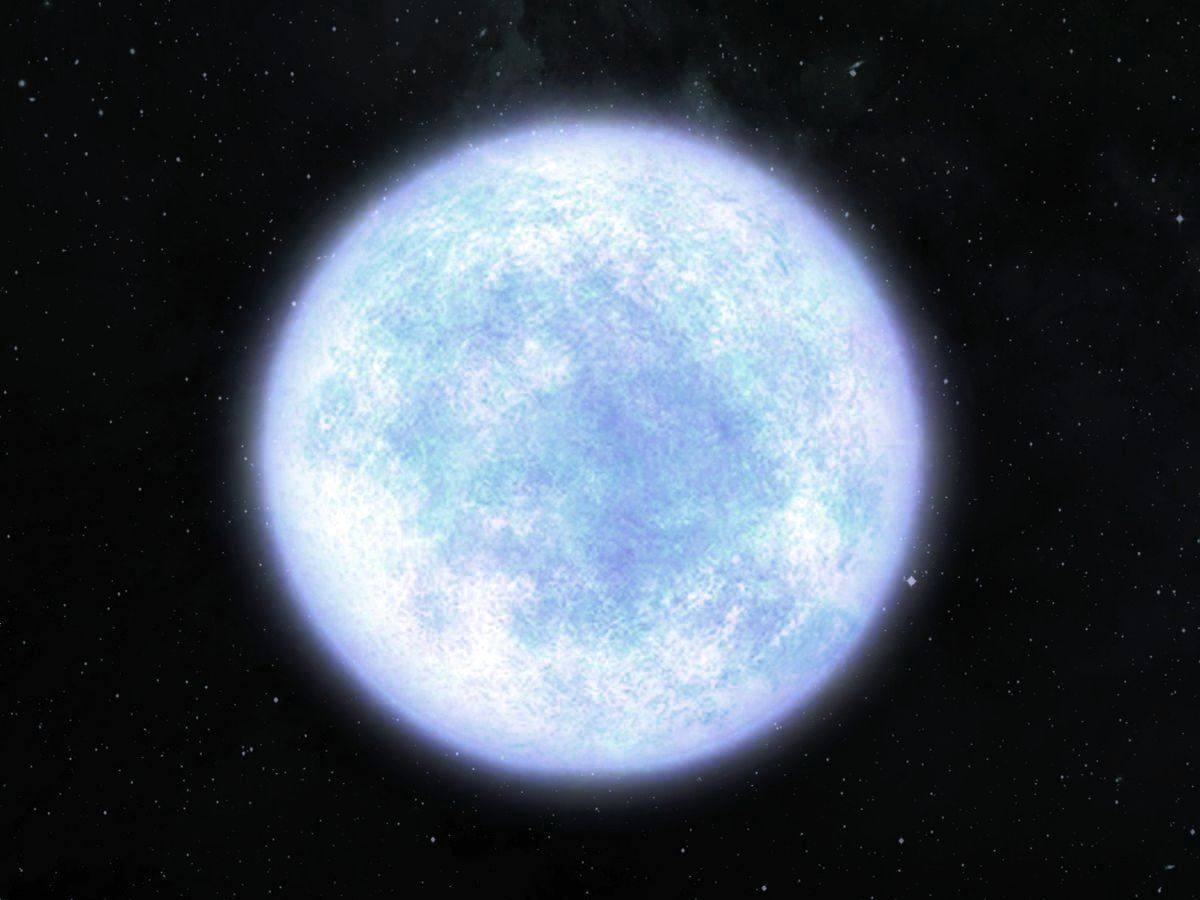
Rappresentazione artistica di una nana blu.

Una nana blu è un'ipotetica tipologia stellare che si svilupperebbe da una nana rossa non appena essa ha fuso in elio buona parte dell'idrogeno nel suo nucleo. 
Finché la fusione, all'interno della nana rossa, procede lentamente ed i moti convettivi rimescolano la materia all'interno dell'astro, permettendo ad una maggiore quantità di idrogeno di essere fuso, la stella permane stabile per un lunghissimo periodo, nettamente superiore all'attuale età dell'universo: si ritiene perciò che non si sia ancora formata alcuna stella di questo tipo. Per tale motivo, la loro esistenza è ipotizzata sulla base di modelli teorici.
Le stelle aumentano di luminosità man mano che invecchiano, e una stella più luminosa necessita di irradiare la propria energia più velocemente ed intensamente per mantenere l'equilibrio. Per fare questo le stelle più grandi rispetto alle nane rosse, espandono il proprio volume e la propria superficie radiante evolvendosi in giganti rosse. Si ritiene però che le nane rosse, anziché espandersi in giganti, incrementino la velocità delle reazioni aumentando le proprie temperature superficiali, assumendo di conseguenza una colorazione più tendente al blu. Ciò accadrebbe perché gli strati superficiali della stella non diventerebbero significativamente più opachi al crescere della temperatura.
Le nane blu evolverebbero poi in nane bianche quando il loro idrogeno è completamente esaurito.